# Zamek Homola
Zamek Homola – średniowieczny zamek, położony w Jaworkach, w pobliżu Wąwozu Homole, u zbiegu potoków Grajcarek i Kamionka. Jego nazwa pochodzi prawdopodobnie od nazwy pobliskiego wąwozu lub potoku Kamionka, znanego również jako potok Homole.

## Historia
Pierwsza wzmianka o obiekcie pochodzi z 1463 roku. W dokumencie dotyczącym przygotowań starosty sądeckiego Jakuba z Dębna do wyprawy przeciw węgierskim rozbójnikom, zamek zostaje wymieniony jako zdobyty przez zbójców. Kolejny raz nazwa castrum Homola pojawia się w 1529 roku, w dokumencie dotyczącym uposażenia wikariuszy kolegiaty w Bobowej, do którego należała m.in. dziesięcina z folwarku opustoszałego wówczas zamku (et de praedio castri deserti dicti Homola). Zamek zostaje jednak po tym wydarzeniu prawdopodobnie dość szybko odbudowany, gdyż w zapisach z 1547 roku dotyczących odstąpienia dóbr Jaworki przez Hermolausa Jordana z Tęgoborza, nie wspomina się już o złym stanie obiektu. Dalsze losy warowni nie są obecnie znane, jednak prawdopodobnie zamek został zniszczony w wyniku wojen w XVII wieku.

## Opis
Zamek znajdował się na niewielkim skalnym cyplu, między potokami Grajcarek i Kamionka. Otoczony był od strony zachodniej sztucznie utworzoną fosą, której pozostałości widoczne są do dziś. W 1988 roku jego pozostałości zostały zbadane przez zespół archeologów pod kierownictwem Krzysztofa Sobczaka, Adama Szybowicza i Stanisława Kołodziejskiego. Badania wykazały, że omawiane miejsce zasiedlone było co najmniej od XVI wieku. Ponadto na miejscu wykopalisk odnaleziono szczątki glinianych naczyń ceramicznych i cegieł, których okres powstania datuje się na XVI lub XVII wiek.
Obecnie jedynym zachowanym na powierzchni fragmentem dawnego zamku, są pozostałości fosy znajdujące się naprzeciwko kościoła w Jaworkach.